# مرشون (المهرة)

تعديل مصدري - تعديل

مرشون هي إحدى قرى مديرية منعر التابعة لمحافظة المهرة، بلغ تعداد سكانها 74 نسمة حسب تعداد اليمن لعام 2004.